# WASP-159
WASP-159 är en ensam stjärna i mellersta delen av stjärnbilden Gravstickeln. Den har en skenbar magnitud av ca 12,84 och kräver ett teleskop för att kunna observeras. Baserat på parallax enligt Gaia Data Release 2 på ca 1,4 mas, beräknas den befinna sig på ett avstånd på ca 2 380 ljusår (ca 730 parsek) från solen. Den rör sig bort från solen med en heliocentrisk radialhastighet på ca 35 km/s.

## Egenskaper
WASP-159 är en gul till vit underjättestjärna av spektralklass F9 IV. Den har en massa som är ca 1,4 solmassor, en radie som är ca 2,1 solradier och har ca 2,4 gånger solens utstrålning av energi från dess fotosfär vid en effektiv temperatur av ca 6 100 K.

## Planetsystem
År 2019 upptäckte SuperWASP en exoplanet av typen het Jupiter som kretsar kring stjärnan.
| Planet | Massa          | Halv storaxel (AE) | Siderisk omloppstid (d) | Excentricitet | Inklination | Radie          |
| ------ | -------------- | ------------------ | ----------------------- | ------------- | ----------- | -------------- |
| b      | 0,55 ± 0,08 MJ | 0,06 ± 0,00        | 3,84 ± 0,00             | 0             | 88,1 ± 1,4  | 1,38 ± 0,09 RJ |